# John-Patrick Smith
John-Patrick Tracey "JP" Smith (født 24. januar 1989 i Townsville, Queensland, Australien) er en professionel tennisspiller fra Australien.